# Palacio Municipal de Deportes de Granada
Il Palacio Municipal de Deportes de Granada è un'arena coperta di Granada, in Spagna.
Costruita nel 1991, viene utilizzata soprattutto per la pratica della pallacanestro e ospita le partite interne del club locale Granada. L'arena può ospitare fino a 7 358 persone.

## Storia
Il complesso venne inaugurato nel 1991. Il plesso ha ospitato nel corso degli anni tutte le partite della squadra di basket locale.
L'arena ha ospitato i campionati europei di Futsal 1999 e le partite del Gruppo A del Campionato europeo maschile di pallacanestro 2007.
Altre attività: pallavolo, pallamano, calcio a 5.